# Jakub Glasner
Jakub Glasner (ur. 6 kwietnia 1879 w Rdzawce, zm. 1942 we Lwowie) – polski malarz i grafik żydowskiego pochodzenia.

## Życiorys

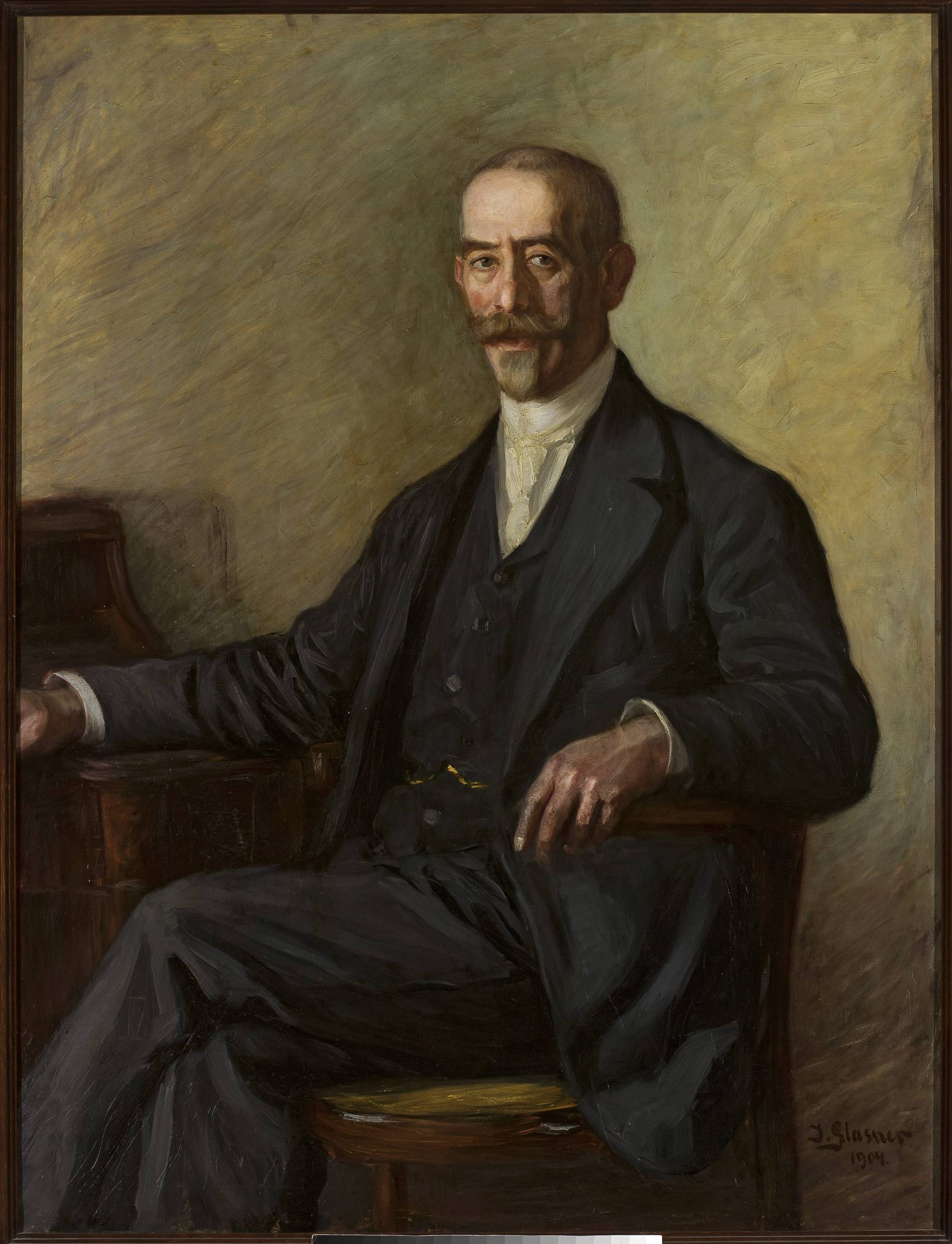
Portret mężczyzny, olej na płótnie, 1904, Muzeum Narodowe w Warszawie

Urodził się 6 kwietnia 1879 roku w Rdzawce, w ubogiej, wielodzietnej rodzinie miejscowego karczmarza. Pod koniec wieku Glasnerowie przenieśli się do Bielska, gdzie Jakub kształcił się w szkole żydowskiej. Przerwał edukację w ostatniej klasie, by rozpocząć pracę w hurtowni i składzie drewna, a także w redakcji czasopisma „Bielitz-Bialer Anzeiger”. W tym samym czasie pobierał prywatnie lekcje rysunku i zaczął malować pejzaże. Za zebrane pieniądze wyjechał w 1901 roku do Wiednia, gdzie rozpoczął studia w tamtejszej Akademii Sztuk Pięknych, które kontynuował od roku 1902/1903 w Akademii Sztuk Pięknych w Krakowie. Na krakowskiej uczelni kształcił się w pracowniach Teodora Axentowicza i Jana Stanisławskiego. W tym okresie poznał Juliana Fałata, z którym zaczął utrzymywać przyjacielskie stosunki.
W 1905 roku wyruszył w podróż do Wenecji i Paryża. We Francji dołączył do pracowni Luciena Simona, gdzie poznał Théophileʼa Alexandreʼa Steinlena, który zainteresował go grafiką. Z tego okresu pochodzi pierwsza znana litografia Glasnera pt. Portret kobiety w kapeluszu. Razem z Towarzystwem Artystów Polskich „Sztuka” wystawiał w Krakowie (1907, 1909) i w Wiedniu (1908). W latach 1909–1914 przebywał w Berlinie, gdzie uczestniczył w wystawach Berlińskiej Secesji czy w Große Berliner Kunstausstellung. Dwa lata później dołączył do wiedeńskiego ruchu Hagenbund, z którym już wcześniej wystawiał. Prezentował swoje prace także na ziemiach polskich, m.in. w krakowskim i lwowskim Towarzystwie Przyjaciół Sztuk Pięknych, a także w siedzibie Towarzystwa Zachęty Sztuk Pięknych podczas II konkursu graficznego im. Henryka Grohmana.
W trakcie I wojny światowej, podczas pełnienia służby w armii austro-węgierskiej, wykonał około 200 rysunków i akwarel. Niewiele z tych prac przetrwało do współczesności poza m.in. akwarelą Zgliszcza Czikszeredy w Muzeum Historycznym w Bielsku-Białej. Po wojnie zamieszkał w Bielsku i zaangażował się w życie kulturalne miasta. Udzielał się także charytatywnie, wspierając bezrobotnych, czy dzieci z ubogich domów. Jego pracownia mieściła się przy ul. Piastowskiej 18. Kontynuował współpracę z krakowskim i lwowskim Towarzystwem Przyjaciół Sztuk Pięknych, nawiązując ponadto kontakt z Towarzystwem Sztuki Podhalańskiej w Zakopanem. Zaangażował się również w żydowskie życie artystyczne: wziął udział w I Wystawie Malarzy Żydowskich Żydowskiego Towarzystwa Krzewienia Sztuk Pięknych (1930), a także w obu wystawach Zrzeszenia Żydowskich Artystów Malarzy i Rzeźbiarzy (Kraków i Katowice, 1930/1931). Jego wystawy indywidualne odbyły się m.in. w Warszawie, Lwowie i Bielsku, uczestniczył także w wystawach zbiorowych za granicą, np. w Salonie Niezależnych w Paryżu (1926), Amsterdamie, Hadze czy Kijowie.
Po wybuchu II wojny światowej wyjechał do Lwowa, gdzie ukrywał się pod nazwiskiem Libidowski. Z początku nadal uczestniczył w życiu artystycznym, jednak po zajęciu miasta przez Niemców w 1941 roku znalazł się w getcie lwowskim. Zginął w 1942 roku, lecz okoliczności jego śmierci nie są jasne: istnieje kilka wersji zdarzeń.

## Twórczość

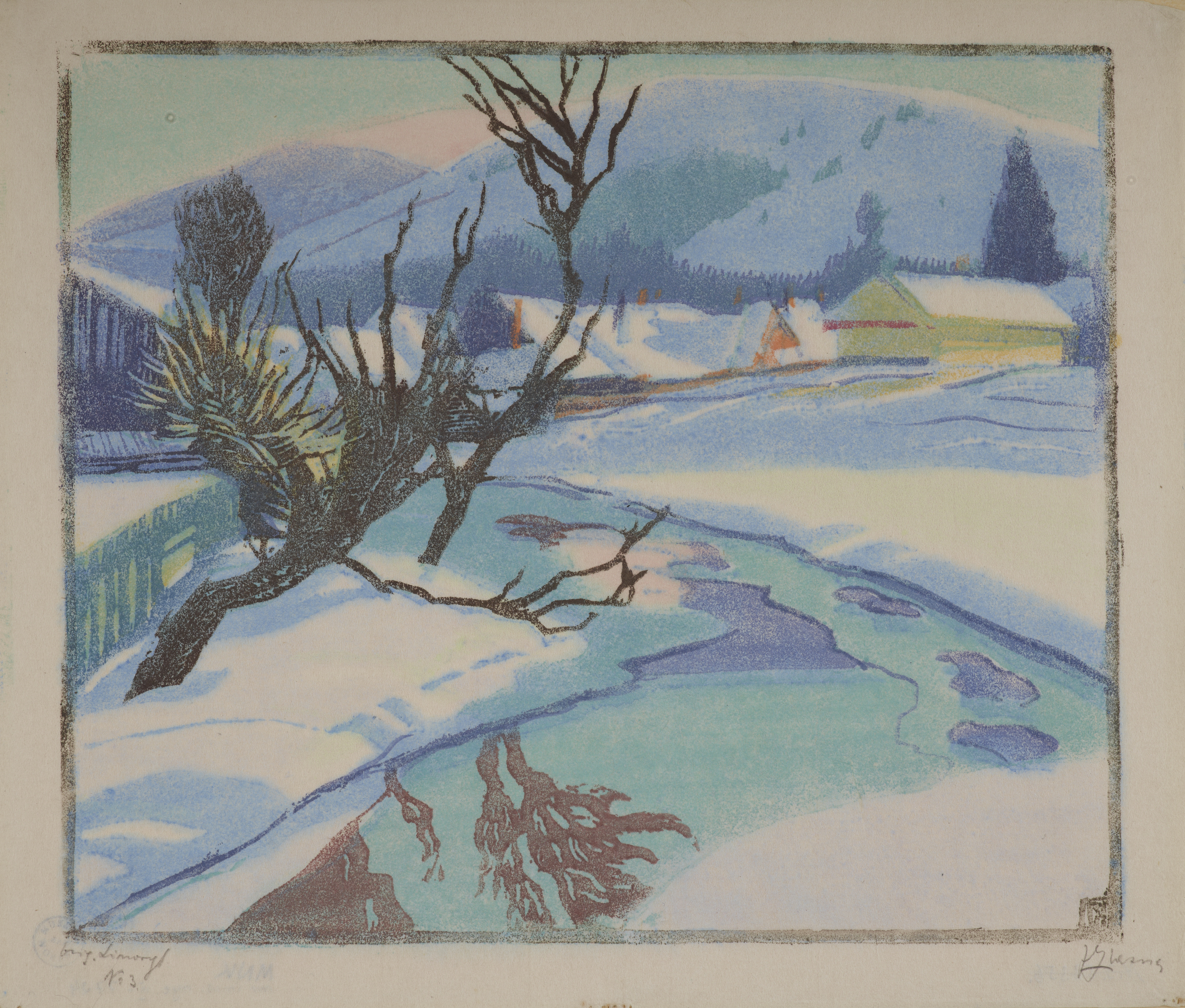
Rajcza zimą, linoryt, 1935, Muzeum Narodowe w Krakowie

W pracach malarskich używał techniki olejnej, akwareli i pasteli. Z początku głównym tematem był zimowy pejzaż, nierzadko przecięty strumieniem. W jego obrazach, utrzymanych w szarobiałej tonacji i przedstawiających krajobrazy Tatr, Beskidów Zachodnich, Żywiecczyzny i Podola, można dostrzec wpływ sztuki Juliana Fałata i Leona Wyczółkowskiego. Stopniowo zaczął jednak odchodzić od tej tematyki i poszerzać gamę barwną. Podczas podróży po Włoszech malował m.in. pejzaże miejskie. Pośród jego prac są także portrety (m.in. Portret Juliana Fałata), które stanowiły ważne źródło dochodu, a także martwe natury. Tematyka żydowska występowała w jego pracach marginalnie, choć malował i rysował widoki synagog.
Ważną część jego twórczości stanowią grafiki. Wraz z takimi artystami jak Maurycy Lilien czy Adolf Edward Herstein Glasner należał do pierwszego pokolenia grafików żydowskich na ziemiach polskich. Uprawiał drzeworyt, linoryt, litografię, miedzioryt, akwafortę, akwatintę i mezzotintę. Z początku tworzył grafiki w intensywnych barwach, stopniowo przechodząc do stonowanej kolorystyki. Tematy jego prac graficznych były zbliżone do jego malarstwa.
Prace Glasnera znajdują się m.in. w zbiorach Muzeum Sztuki w Łodzi, Muzeum Narodowego w Krakowie, Muzeum Narodowego w Warszawie.